# Daroca de Rioja
Daroca de Rioja är en kommun i Spanien. Den ligger i den autonoma regionen La Rioja i norra delen av landet, 240 km nordost om huvudstaden Madrid. Antalet invånare är 66 (2024). Arean är 11,30 kvadratkilometer.